# هارولد رابینز
هارولد رابینز (به انگلیسی: Harold Robbins) (زاده ۲۱ مه ۱۹۱۶ – درگذشته ۱۴ اکتبر ۱۹۹۷) نویسنده آمریکایی بود.

## زندگی
رابینز زادهٔ نیویورک، که نام اصلی‌اش هارولد رابین است، ادعا کرده‌است که یتیمی یهودی بوده که در پرورشگاه پسرانهٔ کاتولیکها بزرگ شده‌است. ولی در حقیقت او فرزند خانواده‌ای تحصیل کرده از مهاجران روسی و هلندی ساکن آمریکا بود. دوران کودکی‌اش با پدر داروسازش و نامادری‌اش در بروکلین بود و آن طور که ادعا می‌کند همسر اولش رقاصی چینی نبود که در اثر گاز گرفتن طوطی در گذشته باشد، بلکه در واقع معشوقهٔ دوران دبیرستانش بود (با او بیست و هشت سال زندگی کرد و پس از آن چهار بار دیگر ازدواج کرد). در بیست سالگی با فروش شکر به صورت عمده یک میلیون دلار کسب کرد که همهٔ آن را در آغاز جنگ جهانی دوم از دست داد.

## آثار
اولین کتابش، به غریبه دل مبند(۱۹۴۸)، به دلیل تصاویر مستهجنش بحث‌های زیادی را برانگیخت. یان پارکر از زبان رابینز می‌گوید دلیل این که پت ناف، ناشر این کتاب آن را خرید این بود که «برای اولین بار با کتابی مواجه شده بود که خواندن یک صفحه از آن انسان را به گریه می اندازد و بلافاصله در صفحهٔ بعد، صحنه‌ای از رابطهٔ جنسی را می بیند.»
تاجران رویا(۱۹۴۹) دربارهٔ صنعت فیلمسازی هالیوود است، از نخستین روزها تا دوره شکوفایی. در این جا هم او تجربیات خودش، وقایع تاریخی، ملودرام، مسائل جنسی، و اکشن را با داستانی در هم می‌آمیزد که روند سریعی دارد.
بر اساس رمان او، سنگی برای دنی فیشر در ۱۹۵۲، فیلمی با نام شاه کرئول در ۱۹۵۸ و با بازی الویس پریسلی ساخته شد.
او می‌توانست نویسنده‌ای با پرفروش‌ترین آثار باشد، بیش از بیست کتاب از او چاپ شده که به ۳۲ زبان ترجمه شده‌اند و تاکنون ۷۵۰ میلیون نسخه فروخته‌اند. یکی از معروف‌ترین کتابهایش سیاست‌مداران وارداتی است. این داستان با نگاهی بر زندگی هوارد هیو نوشته شده و خواننده را با خود از نیویورک تا کالیفرنیا، از دوران تموّل صنعت هوانوردی تا درخشش هالیوود می‌برد. ادامهٔ آن با نام مهاجمان در ۱۹۹۵ چاپ شد.
کرک در فیلم سفر به ستارگان: سفر به خانه به سبک غالباً کفرآمیز او، اشاره می‌کند و توضیح می‌دهد که مردم در قرن بیستم این گونه صحبت می‌کنند.

## زندگی شخصی
آقای رابینز پنج بار ازدواج کرد. از سال ۱۹۸۲ به علت درد پشتش مجبور شد از صندلی چرخدار استفاده کند ولی نویسندگی را رها نکرد.
او مدت زیادی از عمرش را در ریورای فرانسه و مونت کارلو گذراند تا ۱۴ اکتبر ۱۹۹۷ که به علت سکتهٔ قلبی در ۸۱ سالگی درگذشت. او را در قبرستان فارست لاون ( کاتدرال سیتی) نزدیک پالم اسپرینگ، کالیفرنیا دفن کردند. بعد از مرگش، چند رمان جدید از او به چاپ رسید که نویسندگان گمنامی آن‌ها را تکمیل کرده بودند.
هارولد رابینز در شمارهٔ ۶۷۴۳، بلوار هالیوود در راه شهرت هالیوود یک ستاره دارد.

## کتابشناسی
| - هرگز به غریبه دل مبند، ۱۹۴۸ - تاجران رؤیا، ۱۹۴۹ - سنگی برای دنی فیشر، ۱۹۵۲ - ترکم مکن، ۱۹۵۳ - خانهٔ شمارهٔ ۷۹ خیابان پارک، ۱۹۵۵ - دشنه، ۱۹۶۰ - سیاست‌مداران وارداتی، ۱۹۶۱ - آنجاییکه عشق می‌میرد، ۱۹۶۲ - جستن از روی نرده، - ماجراجو، ۱۹۶۶ - وارث، ۱۹۶۹ - بتسی، ۱۹۷۱ - دزد دریایی، ۱۹۷۴ - بانوی تنها، ۱۹۷۶ - اول رؤیا می‌میرد، ۱۹۷۷ - خاطرات آن روزها، ۱۹۷۹ | - بدرود، ژانت، ۱۹۸۱ - قصه گو، ۱۹۸۲ - افسونگر، ۱۹۸۲ - سقوط از زانادو، ۱۹۸۴ - دندان ماهی، ۱۹۸۶ - مهاجمان، ۱۹۹۵ - نریان، ۱۹۹۶ - خدای ثروت، ۱۹۹۷ - شکارچیان، ۱۹۹۸ - راز، ۲۰۰۰ - کافی نیست، ۲۰۰۱ - شهر گناه، ۲۰۰۲ - شور عشق، ۲۰۰۳ - خائنین،(با جونیو پودراگ)، ۲۰۰۴ - خون شاهانه،(با جونیو پودراگ)، ۲۰۰۵ - دستمزد شیطان،(با جونیو پودراگ)، ۲۰۰۶ - غارتگران،(با جونیو پودراگ)، ۲۰۰۷ |